# زبان شیرازی باستان
شیرازی باستان یک زبان تاریخی و منقرض‌شده از خانواده زبان‌های ایرانی است. بنابر ارزیابی حسن رضایی باغ‌بیدی، این زبان هم‌ریشه ولی درعین‌حال متمایز از زبان فارسی باستان بوده‌است. تاکنون از زبان شیرازی باستان هیچ سند مکتوبی به‌دست نیامده و شناخت و تا حدودی بازسازی این زبان تنها از طریق زبان‌های منسوب به آن در دوره اسلامی صورت شده‌است. برخی گویش‌های منطقه فارس ویژگی‌هایی آوایی و نیز واژگانی از شیرازی باستان به ارث برده‌اند و این احتمال وجود دارد که از نسل این زبان ایرانی باستان باشند.
دو زبان شیرازی قدیم و کازرونی قدیم را بازماندگان شیرازی باستان در دوره اسلامی دانسته‌اند. سعدی، حافظ و شیخ اطعمه ازجمله شاعرانی‌اند که ابیاتی به شیرازی قدیم سروده‌اند. قدیمی‌ترین و مستندترین سند موجود از این زبان، دیوان «شمس پُسِ ناصر»، یکی از شاعران سده هشتم ه‍.ق و در مرتبه بعد، منظومه «کان ملاحت»، اثر شاه‌داعی شیرازی، شاعر سده نهم ه‍.ق است. شواهد کازرونی قدیم را می‌توان در کلمات و جملاتی منسوب به ابواسحاق کازرونی، از صوفیان سده پنجم ه‍.ق یافت که در فردوس المرشدیه، نوشته محمود بن عثمان کازرونی، به‌سال ۷۲۸ ه‍.ق و نیز در مرصدالحرار، از محمد بن
عبدالرحمن کازرونی، به‌سال ۸۳۰ ه‍.ق نقل شده‌اند.
با استقرار زندیان در ایران به مرکزیت شیراز، شیرازی قدیم درنتیجه گسترش و رواج زبان فارسی دری که زبان رسمی زندیان بود با لهجه فارسی شیرازی جایگزین شد.